# NGC 1381
NGC 1381 is een lensvormig sterrenstelsel in het sterrenbeeld Oven. Het hemelobject werd op 19 januari 1865 ontdekt door de Duitse astronoom Johann Friedrich Julius Schmidt. NGC 1381 maakt deel uit van de kleine Fornaxcluster, die 58 sterrenstelsels bevat.

## Synoniemen
- ESO 358-29
- MCG -6-9-3
- FCC 170
- PGC 13321